# Station Bad Karlshafen
Station Bad Karlshafen (Haltepunkt Bad Karlshafen) is een spoorwegstation in de Duitse plaats Bad Karlshafen, in de deelstaat Hessen. Het station ligt aan de spoorlijn Ottbergen - Northeim. Tot 1966 had Bad Karlshafen nog een tweede station aan de andere zijde van de Wezer. Dit station lag aan de Carlsbahn naar Kassel en kreeg de toevoeging linkes Ufer (linker oever van de Wezer). Het station aan de Sollingbahn (lijn Ottbergen - Northeim) had de toevoeging rechtes Ufer (rechter oever van de Wezer). Tussen beide stations en beide spoorlijn was geen verbinding. 

## Indeling
Het station heeft één zijperron, die niet is overkapt maar voorzien van abri's. Het station is te bereiken vanaf de straat An der Saline, in deze straat bevinden zich ook een fietsenstalling en een bushalte.

## Verbindingen
De volgende treinserie doet het station Bad Karlshafen aan:
| Serie | Treinsoort                  | Route | Bijzonderheden                                                                       |
| ----- | --------------------------- | --- | ------------------------------------------------------------------------------------ |
| RB 85 | Regionalbahn (NordWestBahn) | Ottbergen – Lauenförde-Beverungen – Bad Karlshafen – Bodenfelde – Offensen (Kr Northeim) – Adelebsen – Göttingen | Oberweser-Bahn eenmaal per twee uur in het weekend, gekoppeld in Ottbergen aan RB 84 |